# Цершак
Цершак (словен. Ceršak) је насељено место у општини Шентиљ, Подравска регија, Словенија.

## Историја
До територијалне реорганизације у Словенији био је у саставу старе општине Песница.

## Становништво
У попису становништва из 2011. године, Цершак је имао 708 становника.
| Број становника према пописима | Број становника према пописима | Број становника према пописима |
| ------------------------------ | ------------------------------ | ------------------------------ |
| 1991                           | 2002                           | 2011                           |
| 716                            | 693                            | 708                            |

Напомена: Године 2017. извршена је мања размена територија између насеља Селница об Мури и Цершак.